# Hallische Künstlergruppe
Die Hallische Künstlergruppe war eine Ortsgruppe der Novembergruppe. Sie wurde im Mai 1919 von Karl Völker, Paul Horn, Richard Horn, Martin Knauthe und dem Bildhauer Karl Oesterling in Halle gegründet, Künstler, die, wie Richard Horn schrieb, „an eine neue Zeit, an ein neues Deutschland glaubten.“ Die Gruppe hatte bis zu 25 Mitglieder. Dazu gehörten u. a. Alfred Gellhorn, die Maler Otto Fischer-Lamberg (1886–1963) und Werner Lude, der Grafiker Hans Markowski, der Bildhauer Karl Oesterling, der Schriftsteller Georg Radegast, der Grafiker Paul Radojewski, der Architekt Georg Schramme, der Eislebener Lehrer Johannes Sack und Paul Zilling.
Das Programm der Gruppe war deutlich von den Richtlinien der „Novembergruppe“ vom Januar 1919 geprägt. Am 10. Juli 1919 veröffentlichte die Gruppe ein Bekenntnis zur Novembergruppe. Man sah sich als deren Zweigstelle. Die Gruppe drängte darauf, die Arbeitsbedingungen der Künstler zu verbessern und die Anerkennung der modernen Kunst voranzutreiben. Mit ihrer Kunst wollten die Mitglieder der Gruppe „ein reifes und geistig vollwertiges Volk erziehen helfen“. Charakteristisch für die Gruppe war die Auseinandersetzung mit dem Expressionismus und eine enge Bindung an die linke expressionistische Literatur. Sie stand dem „Arbeitsrat für Kunst“ und den Ideen des Bauhauses nahe. Das von Richard Horn formulierte Manifest der Gruppe erhob die Forderung nach Kunst- und Werkunterricht in den Elementarschulen und nach einer demokratischen Reform der Kunstgewerbeschulen und Akademien. U. a. durch Horn und Knauthe bestanden enge Kontakte zum Arbeiter- und Soldatenrat in Halle. Die Mitglieder er Gruppe engagierten sich auch kommunalpolitisch. So war Knauthe Mitglied im Stadtrat. Andere Mitglieder wirkten in Ausschüssen mit dem Ziel, „Halle zu einer selbständigen Kunststadt zu machen.“ Die Gruppe beteiligte sich mit ihren Mitgliedern an Ausstellungen, u. a. 1919 an der Halleschen Kunstausstellung, und veranstaltete Lesungen.
Ende 1925 ging die Gruppe in der Ausstellungsgemeinschaft bildender Künstler und ab 1928 im Reichsverband bildender Künstler Deutschlands, Bezirksgruppe Halle e. V. auf. Mit der Machtübernahme der Nazis 1933 unterfielen die mit der Novembergruppe assoziierten Künstlergruppen dem Verdikt „bolschewistisch“ und wurden verboten.